# Tom Sturridge

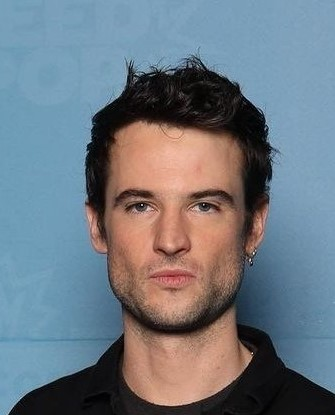
Tom Sturridge

Thomas Sidney Jerome Sturridge (* 5. Dezember 1985 in London) ist ein britischer Schauspieler. Er ist der Sohn der Schauspielerin Phoebe Nicholls und des Regisseurs Charles Sturridge.
Sturridge hatte eine Rolle in der Fernsehfilmproduktion Gullivers Reisen von 1996, einer Verfilmung des gleichnamigen Literaturklassikers. Dort spielte er Tom Gulliver, den Sohn des Protagonisten Lemuel Gulliver. 2022 bis 2025 war er als Dream/Morpheus in der Netflix-Adaption der Neil Gaiman Comics „The Sandman“ zu sehen.

## Jugend und Ausbildung
Tom Sturridge wurde in Lambeth, London, als eines von drei Kindern des Regisseurs Charles Sturridge und der Schauspielerin Phoebe Nicholls geboren. Seine Schwester Matilda Sturridge und sein Bruder Arthur Sturridge sind ebenfalls Schauspieler. Sturridges Großeltern mütterlicherseits sind die Schauspieler Anthony Nicholls und Faith Kent, und sein Urgroßvater ist der Fotojournalist Horace Nicholls.
Sturridge wurde an der Harrodian School unterrichtet, einer unabhängigen Schule in Barnes im Südwesten Londons, zu deren Schülern die zukünftigen Schauspieler Robert Pattinson, Will Poulter und George MacKay gehörten. Zwischen den Jahren 1999 („Short Half“) und 2001 besuchte Sturridge das Winchester College, eine unabhängige Schule für Jungen in Winchester, Hampshire. Er stieg im College's House E (Morshead's) ein.

## Karriere
Sturridge begann seine Karriere als Kinderschauspieler und spielte 1996 in der Fernsehadaption von Gullivers Reisen mit, bei der sein Vater Regie führte und in der seine Mutter mitspielte. Er tauchte 2004 mit Vanity Fair und Being Julia wieder auf. 2005 spielte er William Herbert, 3. Earl of Pembroke in BBC's A Waste of Shame.
2006 spielte er die Rolle des Nigel in dem Psychothriller Like Minds, auch bekannt unter dem Titel Murderous Intent. Es erzählt die Geschichte von zwei Jungen, Alex (gespielt von Eddie Redmayne) und Nigel, die sehr zu Alex' Einwänden als Zimmergenossen zusammengebracht wurden. Alex ist entsetzt und doch fasziniert von den rituell beeinflussten Todesfällen, die um sie herum auftreten, und als Nigel selbst ermordet wird, wird Alex beschuldigt.
Er wurde ursprünglich als Hauptdarsteller in der Sci-Fi-Trilogie Jumper gecastet. Doch zwei Monate nach Produktionsbeginn ersetzten ihn New Regency und 20th Century Fox aus Angst vor dem Risiko, über 100 Millionen Dollar für einen Film mit einem unbekannten Schauspieler auszugeben, durch den „prominenteren“ Hayden Christensen.
2009 trat er neben Bill Nighy, Rhys Ifans und Philip Seymour Hoffman als Carl auf, eine der Hauptrollen in der Richard-Curtis -Komödie Radio Rock Revolution - The Boat That Rocked (in den USA als Pirate Radio bekannt). Im September 2009 gab er sein Bühnendebüt in Punk Rock, einem damals neu inszenierten Theaterstück von Simon Stephens am Lyric Hammersmith Theatre, in dem er als eine Figur auftrat, die lose den jugendlichen Mördern der Columbine High School nachempfunden war. Für diese Leistung wurde er 2009 bei den Evening Standard Awards als „Most Outstanding Newcomer“ nominiert und gewann 2009 den Critics’ Circle Theatre Award in derselben Kategorie.
Er trat 2011 neben Rachel Bilson in der Indie-Romanze Waiting for Forever auf. Er spielte auch eine Rolle, die lose auf dem Dichter Allen Ginsberg in Walter Salles’ Verfilmung von Jack Kerouacs On the Road aus dem Jahr 2012 basiert. Im Frühjahr 2013 spielte er in dem Broadway -Stück Orphans den geistig behinderten Phillip, für den er für seine Darstellung für den Tony Award, Best Performance by an Actor in a Leading Role in a Play, nominiert wurde. 2017 spielte er als Winston Smith in der Broadway-Produktion von 1984. 2019 spielte Sturridge neben Jake Gyllenhaal in dem Broadway-Stück Sea Wall/A Life, für das er eine Nominierung für den Tony Award als bester Hauptdarsteller in einem Stück erhielt.
Im Januar 2021 wurde bestätigt, dass Sturridge Dream of The Endless / Lord Morpheus in der Netflix - Adaption von The Sandman spielt. In einem Interview im Mai 2022 schätzte der Autor von The Sandman, Neil Gaiman, dass er persönlich „etwa fünfzehnhundert“ Vorsprechen von Schauspielern für die Hauptrolle des Morpheus gesehen hatte, erklärte aber, dass Sturridge seit „den ersten zehn Vorsprechen“ zu den wahrscheinlichsten Kandidaten für die Rolle gehörte.

## Privatleben
Von März 2011 bis Juli 2015 war er mit der Schauspielerin Sienna Miller zusammen. Ihre Tochter Marlowe Ottoline Layng Sturridge wurde am 7. Juli 2012 geboren.

## Filmografie (Auswahl)

### Film
- 1997: Fremde Wesen (FairyTale: A True Story) - als Hab
- 2004: Being Julia - als Roger Gosselyn
- 2004: Vanity Fair – Jahrmarkt der Eitelkeit (Vanity Fair) - als Young Georgy
- 2006: Like Minds – Verwandte Seelen (Like Minds) - als Nigel Colby
- 2009: Radio Rock Revolution - als Carl
- 2011: Waiting for Forever - als Will Donner
- 2011: Junkhearts - als Danny
- 2012: On the Road – Unterwegs (On the Road) - als Carlo Marx (basierend auf Allen Ginsberg)
- 2013: Effie Gray - als John Everett Millais
- 2014: Am grünen Rand der Welt (Far from the Madding Crowd) - als Sergeant Frank Troy
- 2015: Remainder - als Tom
- 2017: Double Date
- 2017: Song to Song - als BV's Bruder
- 2017: Mary Shelley - als George Gordon Byron
- 2017: Journey’s End - als Hilbbert
- 2018: Three Way Junction - Dein Weg zu Dir - als Carl
- 2018: Hello Apartment (Kurzfilm)
- 2019: Die Kunst des toten Mannes (Velvet Buzzsaw) - als Jon Dondon
- 2019: Skin (Kurzfilm) - als Nathan
- 2023: Die Witwe Clicquot (Widow Clicquot)
- 2025: The Chronology of Water

### Fernsehen
- 1996: Gullivers Reisen (Miniserie) - als Tom Gulliver
- 2004: A Waste of Shame: The Mystery of Shakespeare and His Sonnets (Fernsehfilm) - als William Herbert
- 2016 The Hollow Crown (3 Folgen) - als Heinrich VI
- 2018–2019: Sweetbitter (Hauptrolle) - als Jake
- 2022: Irma Vep (3 Folgen) - als Eamonn
- 2022–2025: Sandman (The Sandman, Fernsehserie) (Hauptrolle) - als Dream of The Endless/Lord Morpheus

## Theater
- 2010: Punk Rock - Lyric Hammersmith (London) - als William
- 2011: Wastwater - Royal Court Theatre (London) - als Harry
- 2013: No Quarter - Royal Court Theatre (London) - als Robin
- 2013: Orphans - Schoenfeld Theatre (New York) - als Phillip
- 2015: The Trial - Young Vic Theatre (London) - als God
- 2015: American Buffalo - Wyndham's Theatre (London) - als Bobby
- 2017: 1984 - Hudson Theatre (New York) - als Winston Smith
- 2019: Sea Wall/A Life - The Public Theater and Hudson Theatre (New York) - als Alex

## Auszeichnungen
| Jahr | Auszeichnung                   | Kategorie                                            | Werk             | Ergebnis  |
| ---- | ------------------------------ | ---------------------------------------------------- | ---------------- | --------- |
| 2009 | Evening Standard Theatre Award | Hervorragender Newcomer                              | Punk Rock        | Nominiert |
| 2009 | Critics' Circle Theatre Award  | Vielversprechender Newcomer                          | Punk Rock        | Gewonnen  |
| 2013 | Tony Award                     | Bester Schauspieler in einem Theaterstück            | Orphans          | Nominiert |
| 2013 | Outer Critics Circle Award     | Herausragender Nebendarsteller in einem Theaterstück | Orphans          | Gewonnen  |
| 2013 | Theatre World Award            | Theatre World Award                                  | Orphans          | Gewonnen  |
| 2016 | Laurence Olivier Award         | Bester Schauspieler in einer Nebenrolle              | American Buffalo | Nominiert |
| 2019 | Lucille Lortel Award           | Hervorragender Hauptdarsteller in einem Theaterstück | Sea Wall/A Life  | Nominiert |
| 2020 | Tony Award                     | Bester Schauspieler in einem Theaterstück            | Sea Wall/A Life  | Nominiert |